# Coelogyne speciosa
Coelogyne speciosa é uma espécie de orquídea (Orchidaceae) do Sudeste Asiático.